# Dénestanville
Dénestanville je francouzská obec v departementu Seine-Maritime v regionu Normandie. Žije zde 283 obyvatel.

## Poloha obce

### Sousední obce
| Růžice kompasu |                           | Crosville-sur-Scie   |             | Růžice kompasu |
| Růžice kompasu | Lintot-les-Bois           | Sever                | La Chaussée | Růžice kompasu |
| Růžice kompasu | Lintot-les-Bois           | Dénestanville        | La Chaussée | Růžice kompasu |
| Růžice kompasu | Lintot-les-Bois           | Jih                  | La Chaussée | Růžice kompasu |
| Růžice kompasu | Criquetot-sur-Longueville | Longueville-sur-Scie |             | Růžice kompasu |